# Trigonospila transvittata
Trigonospila transvittata är en tvåvingeart som först beskrevs av Pandelle 1896.  Trigonospila transvittata ingår i släktet Trigonospila och familjen parasitflugor. Inga underarter finns listade i Catalogue of Life.